# Strömfors
För andra betydelser, se Strömfors (olika betydelser).
Strömfors (finska: Ruotsinpyhtää) är en kommundel inom staden Lovisa i landskapet Östra Nyland i Finland. Strömfors är belägen invid Finska vikens kust cirka 90 kilometer öster om Helsingfors.
Strömfors var en egen kommun fram till årsskiftet 2009/2010 då den sammanslogs med staden Lovisa. Före kommunsammanslagningen hade Strömfors kommun 2 902 invånare ( 30.06.2009 )  och en total yta på 292,96 km². Före kommunsammanslagningen räknades Strömfors som en tvåspråkig kommun med finska (79,0%) som majoritetsspråk och svenska (19,0%) som minoritetsspråk.
Ortens finska namn "Ruotsinpyhtää" betyder ordagrant "svenska Pyttis" och kommer ifrån att området kring Pyttis delades mellan Sverige och Ryssland i fredsfördraget 1743 och då hamnade Strömfors på den svenska sidan om gränsen. 

## Historia
Strömfors var ursprungligen en del av Pyttis socken, men efter gränsdragningen efter freden i Åbo 1743 mellan Ryssland och Sverige drogs gränsen längs Kymmene älvs västligaste arm. Den del av Pyttis som blev på ryska sidan kom att kallas för Ryska Pyttis och den del som blev på den svenska sidan kallades för Svenska Pyttis. Efter en tid fick ortnamnet Svenska Pyttis även ett finskspråkigt parallellnamn, Ruotsinpyhtää. 1817 ändrades den svenska namnformen, Svenska Pyttis, till Strömfors. Vid Finska krigets utbrott den 21 februari 1808 var Strömfors bland de första orterna som den ryska armén marscherade in i Sveriges östra rikshalva.
Vid årsskiftet 2009/2010 upphörde Strömfors som självständig kommun. Det tidigare Strömfors kom då att ingå i den nya Lovisa stad, förutom vissa områden som överfördes till Pyttis.

## Geografiska namn
Byar och bosättningsområden som tillhörde före detta Strömfors kommun är Björnvik (del av Lappom), Bullers, Finnby (fi. Suomenkylä), Gäddbergsö med Reimars, Keitala (del av Lappom, uttalas tjej-), Kungsböle (fi. Kuninkaankylä), Lappom, Lillabborrfors (fi. Vähä Ahvenkoski), Marknadsbacken (fi. Markkinamäki), Näsby (fi. Niemistö), Svenskby (fi. Ruotsinkylä), Söderby, Tessjö (fi. Tesjoki) och Virböle eller Virby, (fi. Viirilä).
Här finns också öarna Boistö (med sjöbevakningsstation), Kampuslandet, Täktarn, vattendraget Tessjöån (fi. Taasianjoki eller Tesjoki) samt berget Uvberget (fi. Huuhkajanvuori). Mellan Strömfors och Pyttis går Abborrfjärden (fi. Ahvenkoskenselkä).

## Politik

### Mandatfördelning i Strömfors kommun, valen 1976–2008
| 1 | 9 | 3 | 4 | 4 |

| 1 | 9 | 4 | 5 | 2 |

| 1 | 8 | 5 | 5 | 2 |

| 1 | 8 | 5 | 5 | 2 |

| 9 | 1 | 5 | 5 | 1 |

| 9 | 5 | 5 | 1 | 1 |

| 9 | 5 | 5 | 2 |

| 1 | 8 | 1 | 5 | 4 | 2 |

| 16 | 5 |

| 9 | 1 | 4 | 4 | 3 |

| 16 | 5 |

## Näringsliv
Bland privata företag kan nämnas elteknikföretaget Lexel Electric Oy som har omkring 200 anställda.

## Sevärdheter

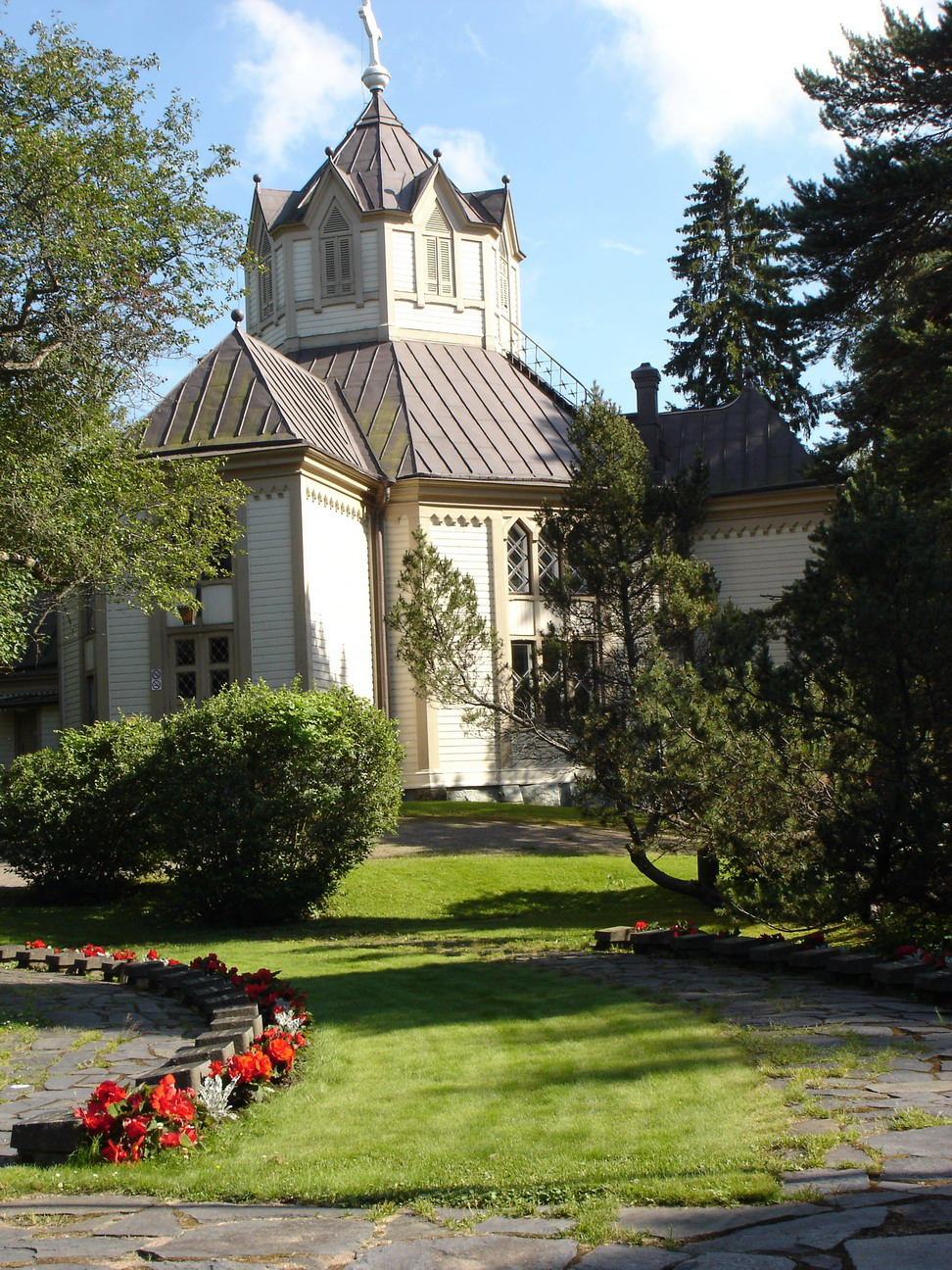
Strömfors kyrka

- Strömfors bruksmiljö. I Strömfors finns en mycket välbevarad bruksmiljö. Friherre Johan Creutz grundade år 1695 den första stångjärnssmedjan på orten. Bruket ägdes därefter i många decennier av adelssläkten Forssells. Järnbruket nedlades 1950. I dag verkar på det forna bruksområdet ett otal hantverkare och konstnärer. Nedre och Övre smedjan är omvandlad till museum. Bland övriga byggnader kan nämnas den åttkantiga kyrkan från år 1771. På området finns restauranger, ett café och möjlighet att övernatta.[5]